# 이언 보고스트
이언 보고스트(Ian Bogost, 1976년 12월 30일 ~ )는 미국의 철학자이자 비디오 게임 디자이너이다. 워싱턴 대학교 세인트루이스에서 영화미디어학, 컴퓨터과학공학 교수를 맡고 있다. 서던캘리포니아 대학교에서 철학과 비교문학을 전공하였으며 캘리포니아 대학교 로스앤젤레스에서 2001년 비교문학 석사, 2004년 비교문학 박사를 받았다. 디 애틀랜틱의 객원 작가로 기고하고 있다. 아타리 2600용으로 만들어진 비디오 게임 모음집 《A Slow Year》으로 인디케이드 페스티벌 2010에서 수상했다.

## 저서
- Unit Operations: An Approach to Videogame Criticism (MIT Press. 2006)
- Persuasive Games: The Expressive Power of Videogames (MIT Press. 2007)
- Racing the Beam: The Atari Video Computer System (MIT Press. 2009)
- How to Do Things with Videogames (University Of Minnesota Press. 2011)
- Alien Phenomenology or What It's Like to be a Thing (University of Minnesota Press. 2012)
  - 《에일리언 현상학, 혹은 사물의 경험은 어떠한 것인가》. 번역 김효진. 갈무리. 2022. ISBN 9788961953054.
- Play Anything: The Pleasure of Limits, the Uses of Boredom, and the Secret of Games (Basic Books. 2016)